# Mega Top 50
Mega Top 50 ist die Bezeichnung für eine niederländische Singlehitparade.
Die Mega Top 50 entstanden 1969 aus dem Radioprogramm des öffentlich-rechtlichen Rundfunks heraus und werden vom Sender 3fm ausgestrahlt. Die Hitliste wird zusammengestellt mit Daten aus Single- und Downloadverkauf sowie Airplay und Streams.

## Geschichte
Die Hitparade geht zurück auf eine Sendung namens Tijd voor Teenagers des Senders VARA, die ab 1963 ausgestrahlt wurde und bereits eine Top-10-Liste verwendete. Im Jahr 1965 führte der Piratensender Radio Veronica eine populäre Hitparadensendung mit dem Titel Nederlandse Top 40 ein. Vier Jahre später startete der staatliche Sender Hilversum 3 ebenfalls eine Chartsendung: Der Discjockey Joost den Draaijer präsentierte ab 23. Mai 1969 die Hilversum 3 Top 30. Als Felix Meurders 1971 die Sendung übernahm, wurde die Hitliste umbenannt in Davernde Dertig.
Ab 1974 wurden die Charts auch im Fernsehen in der Sendung Toppop verwendet (1972 bis 1978 und 1982 bis 1986). Dies ging einher mit einer Umbenennung in Nationale Hitparade, außerdem wurde die Hitliste auf 50 und später auf 100 Plätze erweitert. Ab Mitte der 80er übernahm die Rundfunkgesellschaft TROS die Ausstrahlung der Chartsendung. 1993 bekamen die Charts dann den heutigen Namen Mega Top 50, wobei von 1997 bis 2003 die Mega Top 100 ermittelt wurden.
Aus den Mega-Charts gingen 2004 auch die Single Top 100 hervor, die aber reine Verkaufscharts sind, während die Mega Top 50 auch Radioeinsätze von sieben Sendern und Streaming via Spotify berücksichtigen.
Die Namen der Hitparade ab 1969:
- 1969–1974: Hilversum 3 Top 30 (ab 2. April 1971 als die Daverende 30)
- 1974–1993: Nationale Hitparade
  - 1974–1978 als Top 30
  - 1978–1987 als Top 50
  - 1987–1989 als Top 100
  - 1989–1993 Nationale Top 100
- 1993–1997: Mega Top 50
- 1997–2003: Mega Top 100
- 2003 – heute: Mega Top 50